# 개척사

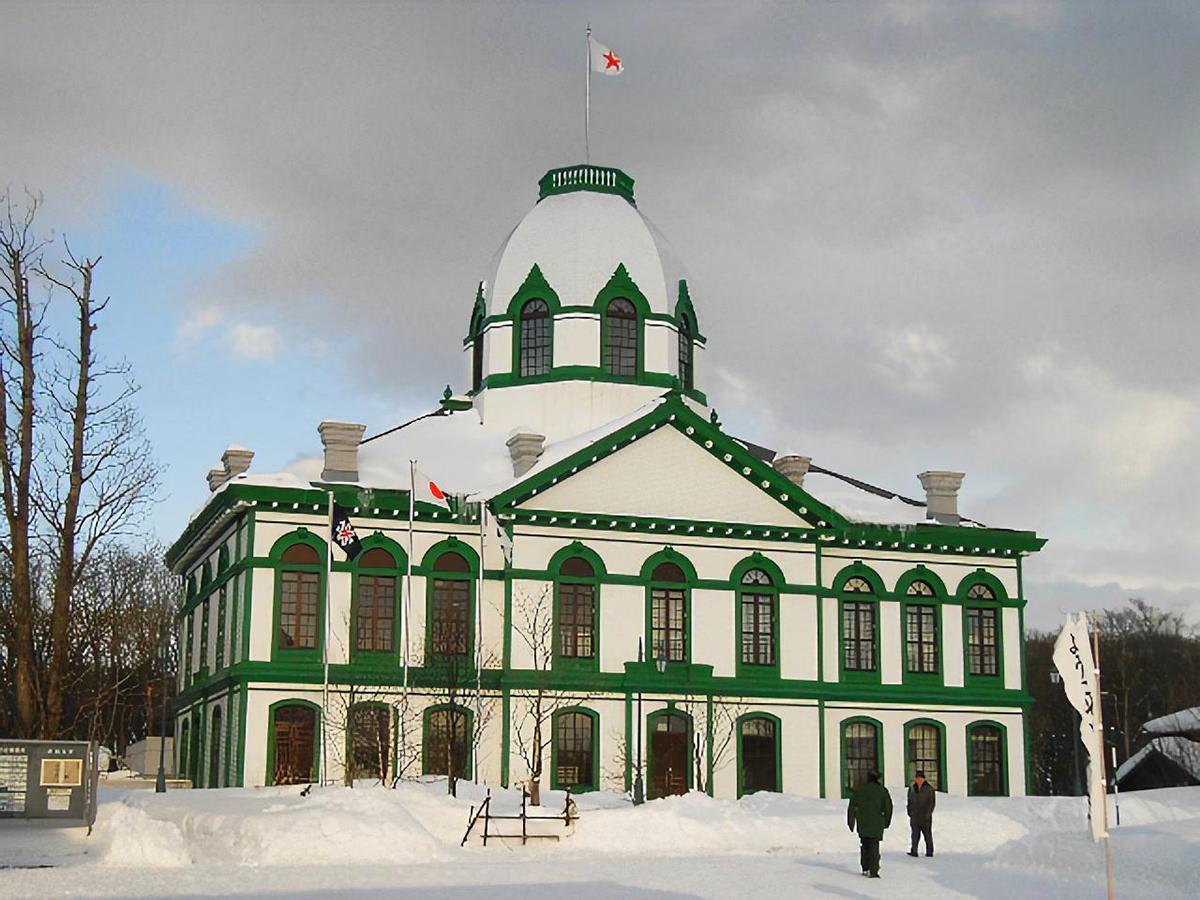
1873년~1879년에 사용한 청사.

개척사의 기. 흔히 북진기(北辰旗)라 부르며 지금의 홋카이도기에 영향을 주었다.

개척사(開拓使)는 북방 영토를 개척하기 위해 존재했던 일본 제국의 관청이다. 가라후토 개척사와 구분해서 홋카이도 개척사라고도 하지만 가라후토 개척사가 2년도 채 되지 않아 사라졌기에 일반적으로 개척사는 홋카이도 개척사를 가리킨다.

## 역사
개척사의 사(使)는 율령제 때 사용된 직명으로 독자적인 임무를 수행하는 임시 관직이었다. 메이지 유신 이후 태정관 등과 함께 부활했다. 당시 메이지 정부는 에조치를 황국의 북문으로 인식했고 러시아의 남하를 막기 위해 임시 지방행정기관으로 개척사를 활용코자 했다.
개척사는 성과 동격의 중앙관청이었는데 이는 당시 정부가 북방 개척을 얼마나 중시했는지를 잘 보여준다. 하지만 시행 초기에는 내실이 다져지지 않았고 1869년 7월 8일에 설치되고 2년이 지난 1871년부터 본격적으로 활동을 시작하게 됐다.
초대 개척사 장관엔 에도 시대 때부터 북방의 중요성을 논해 왔던 사가번주 나베시마 나오마사가 취임했지만 한 달 만에 대납언에 임명되면서 실지에 부임하기도 전에 사임해야 했다. 후임으로 히가시쿠제 미치토미가 임명되어 9월에 홋카이도에 도착했다. 당시 홋카이도의 인구와 산업은 하코다테시에 집중되어 있었지만 너무 남쪽에 쏠려 있다는 이유로 홋카이도의 정중앙에 청사를 짓기로 했다. 히가시쿠제와 동행했던 사가번사 시마 요시타케는 수석판관이 되어 제니바코(지금의 오타루시)에 임시 청사를 지은 뒤 삿포로시의 시가지를 설계하고 청사 건설을 시작했다. 시마는 훗날 홋카이도 개척의 아버지라 불리게 되지만 지나치게 장대한 계획을 세웠고 혹한의 추위 속에서 예산을 급격히 소비하는 등 히가시쿠제의 불만을 샀고 결국 해임되었다. 시마를 대신해서 새로 판관으로 부임한 이와무라 미치토시는 삿포로시의 건설을 이어갔고 1871년 5월 삿포로시로 새 청사로 옮겼다.
이땐 아직 중앙정부의 재정적 기반이 약해 지원을 받기 어려웠다. 개척사의 힘만으로 홋카이도 전역을 통치하는 것이 어려웠기에 각 번이나 단체, 개인 등 희망하는 자에게 땅을 나누어주는 이른바 분령 지배를 도입했다. 분령 지배에는 24개 번을 포함해 총 38개 단체와 개인이 참여했는데 실적이 다양했지만 대체로 경험 부족으로 저조한 성적을 보였다. 결국 분령 지배는 1871년 8월 20일에 폐지되었고 개척사는 옛 마쓰마에번이 통치하던 다테현을 제외한 홋카이도 전역을 다시 직할 통치하게 됐다.
이 무렵 가라후토 통치는 오카모토 간스케가 맡고 있었다. 러시아가 병사를 모으고 이민을 장려하는 등 위협적인 태도를 보이자 정부는 1870년 가라후토 개척사를 설립해 오카모토를 장관으로 임명했다. 비슷한 시기 개척사 차관이 된 구로다 기요타카는 가라후토를 시찰한 다음 지금 상태론 3년도 못 버틴다며 국력을 충실히 하기 위해 홋카이도 개척에 힘을 쏟아야 한다고 정부에 보고했다. 이 건의를 받아들여 정부는 1871년 8월 19일 10년에 걸쳐 1,000만 엔을 홋카이도 개척에 투자하기로 결정했다.
1871년 10월 히가시쿠제가 시종장으로 임명되면서 홋카이도를 떠난 뒤 장관직은 공석으로 한 채 구로다가 개척사 차관으로서 전권을 쥐게 되었다. 1872년 10월 다테현이 설치되어 있던 오시마국에 속하는 후쿠시마군, 쓰가루군, 히야마군, 니시군을 아오모리현 관할에서 개척사로 이관했다. 구로다는 1874년 정식으로 장관이 되었지만 홋카이도에 부임하지 않고 도쿄에 머무른 채 개척사 업무를 수행했다. 구로다는 미국인 호러스 케이프런을 고용 외국인으로 초빙해 정책 조언을 구하고 기술을 가르쳐주도록 했다.
구로다는 홋카이도 개척이 잘 풀리지 않는 상황에서 자연 조건이 더 불리한 가라후토에 신경쓸 여력이 없었다. 이 무렵 구로다와 대립하던 오카모토도 사임하자 가라후토 개척은 더 이상 진전하지 못했고 1875년 5월 정부는 러시아와 상트페테르부르크 조약을 체결했다. 이 조약을 통해 사할린섬 전체를 러시아령으로, 쿠릴 열도 전체를 일본령으로 하는 데 합의했다. 이후 일본은 가라후토에 살고 있던 레푼모시르운쿠루를 홋카이도로 이주시켰는데 이들은 주로 어업에 종사했음에도 내륙부에서 살게 했다. 마쓰모토 주로는 이 조치에 반대하다가 사임을 종용받았다. 마쓰모토가 물러나면서 개척사 초기의 고관들은 거의 사라졌고 대신 구로다를 정점으로 하는 사쓰마 번벌이 개척사를 장악하게 됐다.
개척사는 예산에 여유가 생기자 다양한 사업을 추진했는데 홋카이도가 너무 넓어 모두 완수하는 것은 무리가 따랐다. 우선 측량, 도로, 철도 등 기초 사업을 일단락짓고 산업 육성에 중점을 두었다. 1876년에 설립된 삿포로 농학교와 삿포로 맥주양조장은 홋카이도 산업 진흥에 큰 역할을 수행했는데 이들은 현재 140년의 역사를 자랑하는 홋카이도 대학과 삿포로 맥주가 되었다.
케이프런이 추진한 자원 조사 결과 호로나이강 상류에 탄전이 발견되자 미국인 기술자 벤저민 스미스 라이먼에게 의뢰해 탄전 개발 계획을 입안케 했다. 1878년 사무장에 야마노우치 데이운, 사무부장에 마쓰모토 소이치로와 히라이 세이지로를 임명해 개발을 본격화했는데 석탄 채굴부터 운송까지 기계화가 이루어졌다.
홋카이도에 10년 간 1,000만 엔을 투자하기로 한 계획이 1881년에 끝나자 구로다는 개척사 사업을 민간에 염가로 불하하려 했다. 언론은 구로다와 고다이 도모아쓰가 결탁한 것이라 보도했다. 이것이 개척사 관유물 불하 사건으로 이는 훗날 메이지 시대 최대 부정부패 사건으로 불리게 된다.
결국 개척사 불하는 중지되었지만 다음 해인 1882년 폐지되었고 홋카이도는 삿포로현, 하코다테현, 네무로현으로 분리된다.

## 같이 보기
- 홋카이도 (율령제)
- 홋카이도
- 가라후토 개척사